# Valrans
Valrans (en francès: Valras-Plage) és un municipi occità del Llenguadoc, situat al departament de l'Erau i a la regió d'Occitània.
Es tracta d'una estació balneària a la costa i hom l'anomena la platja de Besiers.